# 언니모자
언니모자는 대한민국의 여성주의 시각예술공동체이다. 2014년 2월에 결성되었으며, 2015년 9월 현재 구성원은 맥주, 쥬나 리 2인이다. "언니모자"는 자매애를 뜻하는 영단어 sisterhood의 sister를 "언니"로, "hood"를 "모자"로 직역해 결합한 명칭이다. 영문명으로는 "언니"와 "모자"를 다시 직역한 합성어인 "Sisterhat"을 사용하고 있다. 언니모자는 현재 활발히 활동 중이며, 활동 소식은 트위터에서 확인할 수 있다.

## 활동
언니모자의 공식적인 첫 활동은 2014년 9월 20일 시각예술가이자 기획자인 홍태림이 운영하는 비평 웹진 크리틱칼에 <헬로우, 미스터 킴? : 신학철과 김홍석에 대하여>라는 글을 기고한 것이다. 이 글은 2013년 8월 2일에 발간된 전방위이종문화리뷰지 나불나불 8호 낭비에 처음 실린 글로, 이때는 언니모자가 아니라 맥주, 쥬나 리의 이름으로 발표하였다. 이 글은 홍태림의 요청에 의해 크리틱칼에 재게재되었는데, 이 때 처음으로 언니모자의 이름을 세상에 알렸다.
언니모자가 본격적으로 활동을 시작한 것은 2015년 2월 경으로, 맥주가 쥬나 리에게 보지색칠놀이책 만들기를 제안한 것이 촉매제가 되었다. 언니모자는 트위터 계정을 활성화하고 보지색칠놀이책을 만들기 위해 여성들에게 자신의 보지 사진을 보내줄 것을 요청하였다. 자신들의 보지를 비롯하여 총 11점의 보지 사진을 모았으며, 맥주, 쥬나 리가 각각 작업한 색칠놀이 도안이 실린 <안녕, 보지>가 2015년 6월 출간되었다. <안녕, 보지>에는 이외에도 소설가 dcdc의 짧은 소설과 섹스 칼럼니스트 은하선의 섹스토이 고르는 법, 페미니스트 가수 지현과의 인터뷰가 포함되었다.
한편 <안녕, 보지>를 준비하는 동안 쥬나 리는 보지풀빵에 영감을 받아 손으로 보지 모양을 빚은 수제 쿠키인 보지쿠키를 제작하기 시작하였다. 맥주의 <Hello, Vagina Speaking>을 꾸준히 리트윗하고 보지쿠키를 만드는 실험 과정들을 트위터에 업데이트하면서 언니모자는 레주파의 관심을 끌었고, 레주파의 L양장점 중 <미리내 산책>이라는 코너에서 인터뷰를 진행하였다. 이 인터뷰는 2015년 3월 25일 자정 마포FM을 통해서 송출되었다.
<안녕,보지>와 보지쿠키는 2015년 6월 28일에 <사랑하라, 저항하라, 퀴어 레볼루션>이라는 슬로건을 내건 서울퀴어문화축제에서 판매되었다. 준비된 보지쿠키는 완판되었으며, <안녕, 보지>도 적지 않은 나쁘지 않은 판매고를 기록하였다. 언니모자는 이를 계기로 대구퀴어문화축제에 초청받아 대구에서도 역시 보지쿠키의 완판을 기록하였고, 참가자들은 구입한 보지쿠키를 초코펜으로 꾸며보거나, 보지색칠놀이 낱장을 칠해보는 활동을 할 수 있었다.
언니모자의 2016년 프로젝트는 <평범한 폭력(가제)>이라는 제목으로, 성폭력 가해자들, 특히 친족 성폭력과 지인 성폭력 가해자들에게 초점을 맞춘 프로젝트이다. 참가자들은 자신이 만난 성폭력 가해자들에 대한 글을 작성하고, 그를 토대로 언니모자는 그의 몽타주를 그린다. 이는 언론에서 극악한 괴물로 종종 묘사되는 성폭력 가해자들이 실은 매우 평범한 인물들임을 밝히며, 보편적 남성 사회에 편재한 여성에 대한 폭력성을 적시하려는 의도를 가지고 있다.
2015년 9월 현재 언니모자는 성매매 업소였던 폐건물에서 열리는 전시인 더텍사스프로젝트와 경기도 남양주, 양평, 광주, 하남 일대에서 열리는 지역 문화 예술 프로젝트인 실신 프로젝트 남.양.광.하에 초대되어 신작을 준비 중이다.

## 전시
- 2015.5 <May Fly II> 대안공간루프
- 2015.10 더텍사스프로젝트 (예정)
- 2015.10 실신프로젝트 남.양.광.하 (예정)